# Сесалац
Сесалац је насеље у Србији у општини Сокобања у Зајечарском округу. Према попису из 2022. било је 130 становника (према попису из 1991. било је 488 становника).
Овде се налази Сесалачка пећина.

## Демографија
У насељу Сесалац живи 321 пунолетни становник, а просечна старост становништва износи 55,2 година (51,7 код мушкараца и 58,8 код жена). У насељу има 128 домаћинстава, а просечан број чланова по домаћинству је 2,71.
Ово насеље је великим делом насељено Србима (према попису из 2002. године), а у последња три пописа, примећен је пад у броју становника.
|  |

| Демографија | Демографија | Демографија |
| Година      | Становника  | Становника  |
| ----------- | ----------- | ----------- |
| 1948.       | 958         |             |
| 1953.       | 935         |             |
| 1961.       | 915         |             |
| 1971.       | 822         |             |
| 1981.       | 664         |             |
| 1991.       | 488         | 486         |
| 2002.       | 347         | 347         |

| Етнички састав према попису из 2002.‍ | Етнички састав према попису из 2002.‍ | Етнички састав према попису из 2002.‍ | Етнички састав према попису из 2002.‍ | Етнички састав према попису из 2002.‍ |
| ------------------------------------ | ------------------------------------ | ------------------------------------ | ------------------------------------ | ------------------------------------ |
|                                      |                                      |                                      |                                      |                                      |
| Срби                                 | Срби                                 |                                      | 346                                  | 99,71%                               |
| Руси                                 | Руси                                 |                                      | 1                                    | 0,28%                                |
| непознато                            | непознато                            |                                      | 0                                    | 0,0%                                 |

| Година пописа     | 1948. | 1953. | 1961. | 1971. | 1981. | 1991. | 2002. |
| ----------------- | ----- | ----- | ----- | ----- | ----- | ----- | ----- |
| Број домаћинстава | 189   | 187   | 189   | 184   | 163   | 144   | 128   |

| Број чланова      | 1  | 2  | 3  | 4  | 5 | 6 | 7 | 8 | 9 | 10 и више | Просек |
| ----------------- | -- | -- | -- | -- | - | - | - | - | - | --------- | ------ |
| Број домаћинстава | 34 | 42 | 19 | 13 | 8 | 6 | 4 | 2 | 0 | 0         | 2,71   |

| Пол    | Укупно | Неожењен/Неудата | Ожењен/Удата | Удовац/Удовица | Разведен/Разведена | Непознато |
| ------ | ------ | ---------------- | ------------ | -------------- | ------------------ | --------- |
| Мушки  | 159    | 26               | 103          | 25             | 5                  | 0         |
| Женски | 164    | 9                | 99           | 51             | 5                  | 0         |
| УКУПНО | 323    | 35               | 202          | 76             | 10                 | 0         |

| Пол    | Укупно                    | Пољопривреда, лов и шумарство | Рибарство                            | Вађење руде и камена | Прерађивачка индустрија       |
| ------ | ------------------------- | ----------------------------- | ------------------------------------ | -------------------- | ----------------------------- |
| Мушки  | 86                        | 48                            | 0                                    | 16                   | 1                             |
| Женски | 61                        | 57                            | 0                                    | 0                    | 0                             |
| УКУПНО | 147                       | 105                           | 0                                    | 16                   | 1                             |
| Пол    | Производња и снабдевање   | Грађевинарство                | Трговина                             | Хотели и ресторани   | Саобраћај, складиштење и везе |
| Мушки  | 0                         | 7                             | 2                                    | 2                    | 3                             |
| Женски | 1                         | 0                             | 1                                    | 0                    | 0                             |
| УКУПНО | 1                         | 7                             | 3                                    | 2                    | 3                             |
| Пол    | Финансијско посредовање   | Некретнине                    | Државна управа и одбрана             | Образовање           | Здравствени и социјални рад   |
| Мушки  | 0                         | 0                             | 2                                    | 2                    | 0                             |
| Женски | 0                         | 0                             | 0                                    | 1                    | 1                             |
| УКУПНО | 0                         | 0                             | 2                                    | 3                    | 1                             |
| Пол    | Остале услужне активности | Приватна домаћинства          | Екстериторијалне организације и тела | Непознато            | Непознато                     |
| Мушки  | 0                         | 0                             | 0                                    | 3                    | 3                             |
| Женски | 0                         | 0                             | 0                                    | 0                    | 0                             |
| УКУПНО | 0                         | 0                             | 0                                    | 3                    | 3                             |

## Галерија
- Зарвина прераст на улазу у Сесалачку пећину.
- Зарвина прераст на улазу у Сесалачку пећину.
- Зарвина прераст на улазу у Сесалачку пећину.
- Зарвина прераст на улазу у Сесалачку пећину.
- Зарвина прераст на улазу у Сесалачку пећину.
- Зарвина прераст на улазу у Сесалачку пећину.
- Зарвина прераст на улазу у Сесалачку пећину.
- Зарвина прераст.